# Донской Чулек
Донско́й Чуле́к, в верхнем и среднем течении ба́лка Донско́й Чуле́к, Донецкий Чулек — река в Ростовской области России, правый приток Мёртвого Донца, одного из рукавов дельты Дона.
Длина — 26 км, площадь водосборного бассейна — 186 км². Падение 100,4 м, уклон 3,9 м/км.

## Течение
Река берёт начало на водоразделе с рекой Тузлов, к югу от села Карпо-Николаевка Мясниковского района Ростовской области, у дороги Красный Крым — Решетовка. Вначале течёт на западо-юго-запад. В верхнем течении протекает через два больших пруда, после чего течёт на юг. К востоку от хутора Щедрого пересекается дорогой Чалтырь — Александровка Вторая, после чего поворачивает на юго-запад. Ниже по течению река снова запружена. Далее реку пересекает трасса М23 Ростов-на-Дону — Мариуполь. Затем река входит в пределы Неклиновского района. Далее на левом берегу садоводческое товарищество «Подшипниковец», после которого река течёт по южной границе села Синявского. Перед устьем реку пересекает железная дорога Ростов-на-Дону — Таганрог. Река впадает в реку Мёртвый Донец с правой стороны, в 5,3 км от её устья.

## История
Река упоминается в Дневнике путешествия в южную Россию академика Петербургской Академии Наук Иоганна Гюльденштедта в 1773—1774 годах:

Четыре версты ехали мы на запад по этой опускающейся к югу равнине, находясь в расстоянии пяти вёрст к северу от Донца; потом, на пространстве двух вёрст в направлении север-северо-запада, дорога шла опять по возвышающейся местности до речки Донецкого Чулека, представлявшей теперь только лужи стоячей воды. Меж устьями этих речек, на южном берегу Донца, стоит опустелая теперь турецкая крепость Лютик. Во многих местах, особенно по берегам балок, выступают из земли обнажённые камни, состоящие из слоёв окаменелого ракушечника (chamarum striatarum) с примесью известкового шпата и железа. Дорога по берегам этих более или менее крутых балок очень трудна; в ширину они обыкновенно имеют шагов двести. … 17-го Сентября. Мы переночевали на берегу Донецкого Чулека. Нас очень беспокоили здесь комары.

## Водный режим
Река представляет собой большую балку с постоянным током воды. Питание реки родниковое.

## Населённые пункты
На реке расположен один населённый пункт — село Синявское. Кроме того, в бассейне реки расположен хутор Щедрый.

## Данные водного реестра
По данным государственного водного реестра России относится к Донскому бассейновому округу, водохозяйственный участок реки — Дон от впадения реки Северский Донец и до устья, без рек Сал и Маныч, речной подбассейн реки — бассейн притоков Дона ниже впадения Северского Донца. Речной бассейн реки — Дон (российская часть бассейна).
Код объекта в государственном водном реестре — 05010500912107000000085.

## Галерея
- Река в месте пересечения с трассой М23 «Ростов-на-Дону — Мариуполь»
- Лодка в реке, вид с железнодорожного моста
- Река в селе Синявском